# 1832

## Родени
- Осман паша, османски офицер
- Мелетий Софийски, български духовник
- Неофит VIII Константинополски, цариградски патриарх
- Стоян Костов, български просветен деец
- 6 януари – Гюстав Доре, Художник и гравьор
- 13 януари – Хорейшо Алджър, американски писател
- 23 януари – Едуард Мане, френски художник
- 23 януари – Едуар Мане, френски художник
- 27 януари – Луис Карол, британски писател и математик
- 27 януари – Артър Хюс, британски художник
- 29 януари – Николай Игнатиев, руски дипломат
- 10 март – Георги Ангелиев, български революционер
- 19 април – Хосе Ечегарай, испански драматург
- 10 юни – Николаус Ото, немски изобретател
- 23 юни – Павел Чистяков, руски художник и преподавател
- 5 август – Апостол Маргарит, арумънски просветител
- 16 август – Вилхелм Вунт, германски психолог
- 29 септември – Йоахим Опенхайм, еврейски равин
- 6 ноември – Михаил Николаевич, велик княз на Русия
- 29 ноември – Луиза Мей Олкът,
- 8 декември – Бьорнстерн Бьорнсон, норвежки писател
- 8 декември – Бьорнстерне Бьорнсон, норвежки писател
- 15 декември – Густав Айфел, френски инженер
- 30 декември – Михаил Константинович Клодт, руски художник, пейзажист († 1902 г.)

## Починали
- Андрю Бел, британски педагог
- 4 март – Жан-Франсоа Шамполион, френски египтолог
- 10 март – Муцио Клементи, Английски пианист-виртуоз, композитор и клавирен педагог от италиански произход
- 22 март – Йохан Волфганг фон Гьоте, немски писател
- 15 май – Карл Фридрих Целтер, немски композитор
- 31 май – Еварист Галоа, френски математик
- 10 юни – Мануел Гарсия (баща), испански оперен певец, композитор и педагог (р. 1775 г.)
- 21 юни – Амалия фон Хесен-Дармщат, германска принцеса
- 22 юли – Наполеон II,
- 17 август – Пиер Домени, френски офицер
- 23 август – Йохан Георг Ваглер, германски зоолог
- 24 август – Никола Леонар Сади Карно, френски физик
- 21 септември – Уолтър Скот, шотландски романист и поет
- 15 ноември – Жан-Батист Сей, френски икономист

Вижте също:
- календара за тази година